# Sharon Wild
Sharon Wild, rodným jménem Šárka Matrasová, také známá pod pseudonymy Sharon Supernova, Sharon Wylde (* 4. dubna 1979) je česká pornoherečka.

## Kariéra
S natáčením pornofilmů začala v roce 1999. Natočila přes 200 pornofilmů.

## Ocenění
- 2003 XRCO Award – Scény Group Sex – The Fashionistas
- 2003 AVN Award – Nejlepší scény Group Sex, Film – The Fashionistas[2]